# バディ・ブラットナー
バディ・ブラットナー（Robert Garnett "Buddy" Blattner、1920年2月8日 - 2009年9月3日）はアメリカ合衆国ミズーリ州セントルイス出身の野球選手、卓球選手。引退後はラジオやテレビにおいてスポーツキャスターも務めた。野球選手としては右投げ両打ちでポジションは二塁手。ミズーリ州セントルイス出身。

## 来歴・人物
15歳の時に卓球選手としてセントルイス及びミズーリ州のチャンピオンとなり、1936年に16歳で、チェコのプラハで開催された世界卓球選手権の男子ダブルスにおいてジェームズ・マックルーアとのペアで優勝している。17歳となった翌1937年にオーストリアのバーデン・バイ・ウィーンで開催された同大会の男子ダブルスでも同じペアで2連覇を達成した。
1938年の夏、高校3年に進級する前、セントルイス・カージナルスと内野手として契約、AAAのコロンバスでプレーした。1939年、IIIのデカターでプレー、打率.269で54打点をあげた。1940年にはパシフィック・コーストリーグのサクラメント・ソロンズでプレーし、打率.278、17本塁打、100打点、1941年には打率.294をあげた。
1942年4月18日、セントルイス・カージナルスで大リーグデビューを果たし、19試合に出場した。同年10月15日、アメリカ海軍に入隊、ミズーリ州のランバートフィールドに配属された。1944年にはメリーランド州ポートデポジットやハワイに配属されたが、その地の野球チームでプレーを続けた。1945年にはグアム島に配属となり、ラジオ解説を行った。1945年12月5日に帰国、ニューヨーク・ジャイアンツと契約し、1946年には126試合に出場、打率.255、11本塁打、1947年には55試合に出場、1948年はインターナショナルリーグでシーズンの大半を過ごした。
1949年にはフィラデルフィア・フィリーズで64試合に出場、打率.247であった。生涯成績は打率は.247、16本塁打であった。
1950年からセントルイス・ブラウンズの実況を始め、NBAのセントルイス・ホークスの試合実況も8シーズン務め、NBAオールスターゲームの放送も6回担当している。
1953年から1959年までディジー・ディーンと共に、「Baseball's Game of the Week」でスポーツキャスターを担当した。またラジオの全国放送も担当した。
1962年から1968年まではドン・ウェルズと共にKMPCラジオでカリフォルニア・エンゼルスの試合の実況を担当した。その後カンザスシティ・ロイヤルズの試合の実況を7シーズン担当した。1975年シーズン終了後、解説者を退いた。
1979年にはアメリカ合衆国卓球協会殿堂入りを果たし、翌1980年にはミズーリ州スポーツ殿堂入りをした。
2009年9月3日、ミズーリ州チェスターフィールドの自宅にて肺がんにより死去。89歳だった。

## 詳細情報

### 年度別打撃成績
| 年 度    | 球 団    | 試 合 | 打 席 | 打 数 | 得 点 | 安 打 | 二 塁 打 | 三 塁 打 | 本 塁 打 | 塁 打 | 打 点 | 盗 塁 | 盗 塁 死 | 犠 打 | 犠 飛 | 四 球 | 敬 遠 | 死 球 | 三 振 | 併 殺 打 | 打 率 | 出 塁 率 | 長 打 率 | O P S |
| -------- | -------- | ----- | ----- | ----- | ----- | ----- | -------- | -------- | -------- | ----- | ----- | ----- | -------- | ----- | ----- | ----- | ----- | ----- | ----- | -------- | ----- | -------- | -------- | ----- |
| 1942     | STL      | 19    | 27    | 23    | 3     | 1     | 0        | 0        | 0        | 1     | 1     | 0     | --       | 0     | --    | 3     | --    | 1     | 6     | 1        | .043  | .185     | .043     | .229  |
| 1946     | NYG      | 126   | 487   | 420   | 63    | 107   | 18       | 6        | 11       | 170   | 49    | 12    | --       | 6     | --    | 56    | --    | 6     | 52    | 6        | .255  | .351     | .405     | .755  |
| 1947     | NYG      | 55    | 175   | 153   | 28    | 40    | 9        | 2        | 0        | 53    | 13    | 4     | --       | 1     | --    | 21    | --    | 0     | 19    | 1        | .261  | .351     | .346     | .697  |
| 1948     | NYG      | 8     | 24    | 20    | 3     | 4     | 1        | 0        | 0        | 5     | 0     | 2     | --       | 1     | --    | 3     | --    | 0     | 2     | 0        | .200  | .304     | .250     | .554  |
| 1949     | PHI      | 64    | 118   | 97    | 15    | 24    | 6        | 0        | 5        | 45    | 21    | 0     | --       | 2     | --    | 19    | --    | 0     | 17    | 2        | .247  | .371     | .464     | .835  |
| MLB：5年 | MLB：5年 | 272   | 831   | 713   | 112   | 176   | 34       | 8        | 16       | 274   | 84    | 18    | --       | 10    | --    | 102   | --    | 7     | 96    | 10       | .247  | .347     | .384     | .731  |

- 各年度の太字はリーグ最高
- 「-」は記録なし

### 背番号
- 2（1942年）
- 15（1946年）
- 12（1947年）
- 17（1948年）
- 7（1949年）